# 布賴特山 (瓦萊州)
46°14′18.71″N 8°5′1.96″E / 46.2385306°N 8.0838778°E

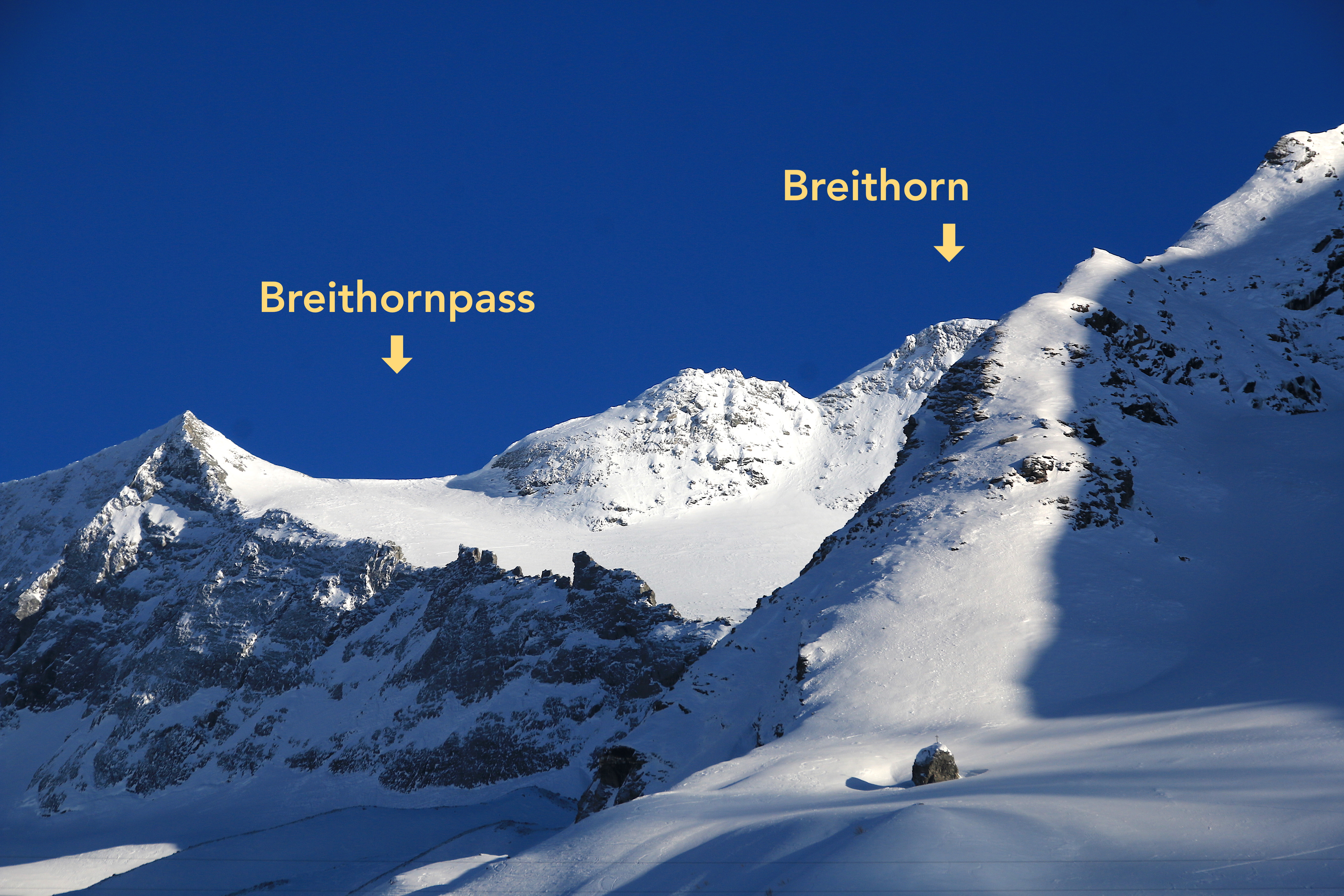

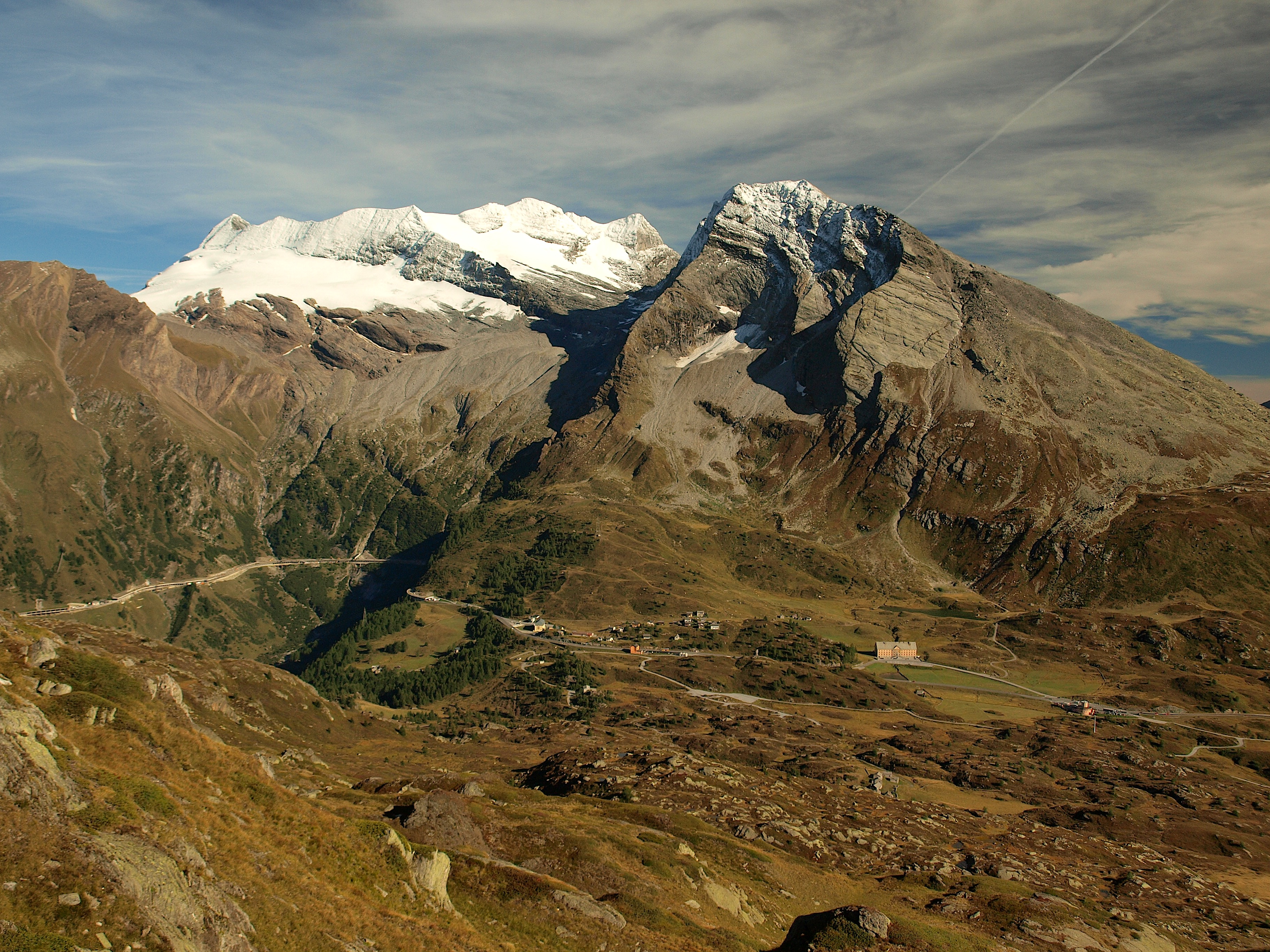

布賴特山（Breithorn），是瑞士的山峰，位於該國西南部，由瓦萊州負責管轄，屬於本寧阿爾卑斯山脈的一部分，距離伯爾尼90公里，海拔高度3,437米，每年平均降雨量2,221毫米。